# Lala Mustafa Paša
Lala Mustafa Paša (cca 1500 – 7. srpna 1580) byl osmanský generál a velkovezír bosenského původu.

## Život
Narodil se okolo roku 1500 nedaleko Glasinace v Bosenském sandžaku do křesťanské rodiny. K získání vysokých postů v Osmanské říši mu napomohl mladší bratr Deli Hüsreva Paši.
Mustafa nejdříve sloužil jako kaymakam (guvernér) Egypta. Poté se stal beylerbeyem Damašku a pátým vezírem.
Přezdívka „lala“ znamená „učitel sultána“. Byl učitelem synů sultána Sulejmana I., včetně Şehzade Bajezida. Mimo jiné vedl dlouhodobý spor se svým bratrancem, Sokollu Mehmedem Pašou.
Díky sňatku s Hümaşah Sultan, dcerou Şehzade Mehmeda a vnučkou sultána Sulejmana I., získal titul Damat a stal se tak součástí dynastie. Spolu s ní měl syna, Sultanzade Abdülbaki Bey.
V létě 1570 Mustafova armáda zaútočila na Kypr. 60 000 vojáků se pod jeho velením včetně dělostřelectva a kavalérie vylodilo nedaleko Lemesu a 2. července 1570 obklíčili Nikósii. 9. září téhož roku Turci město dobyli a začalo masové vraždění a ničení. Islámští Turci zavraždili 20 000 obyvatel města. Jen menší část obyvatel nezavraždili, ale tu unesli do otroctví. Zničili všechny kostely ve městě. O několik dní později padla i Kyrénie.
V posledních třech měsících svého života byl od 28. dubna 1580 velkovezírem. Byl pohřben v Sultánově mešitě v Istanbulu. Jeho hrobka byla vyzdobena architektem Mimarem Sinanem.

## Smrt
Lala Mustafa Paša zemřel v roce 1580 v Istanbulu ve vysokém věku na srdeční příhodu. Jeho hrobka se nachází v Sultánově mešitě. Jeho nástupcem na postu velkovezíra se stal slavný Albánec, Koca Sinan Paša.